# Зевакин, Виктор Сергеевич
Виктор Сергеевич Зевакин (1 апреля 1926 года, Топки, РСФСР, СССР — 28 сентября 2005 года) — советский и российский художник-пейзажист, народный художник Российской Федерации (1998).
Работал художником-оформителем на Кемеровском электромеханическом заводе (1946—1947) и в Кемеровском областном товариществе «Художник» (1947—1953).
С 1951 по 1952 годы — учился, но не окончил Ярославское художественное училище у Г. А. Дарьина, а в период с 1953 по 1956 годы — учился и окончил Пензенское художественное училище имени К. А. Савицкого у А. С. Шурчилова.
По возвращении в Кемерово работал в местном отделении Художественного фонда РСФСР.
В 1960 году — избран членом Союза художников СССР.
В 1972 году первым из кемеровских художников поселился в деревне Ивановка Крапивинского района Кемеровской области, где жил и работал несколько месяцев в году.
Творческие поездки: Алтай (1963), Салехард, Тобольск, Ханты-Мансийск (1970—1974), Старая Ладога, Торжок, озеро Байкал.
В Кемерово на доме № 5, по улице Васильева, где жил и работал художник есть мемориальная доска

## Награды
- Народный художник Российской Федерации (1998)
- Заслуженный художник РСФСР (1980)
- Медаль «За особый вклад в развитие Кузбасса» III степени